# Kleinbürger (Gorki)
Kleinbürger (russisch Мещане, Meschtschane), auch Die Kleinbürger, ist ein Drama des russischen Schriftstellers Maxim Gorki, das 1901 entstand. Snanije brachte im März 1902 die Buchausgabe. Das Stück wurde am 7. April 1902 anlässlich eines Gastspiels des Moskauer Künstlertheaters in Petersburg uraufgeführt.

Die Übersetzung ins Deutsche von August Scholz brachte Cassirer in Berlin ebenfalls 1902 heraus. Schon am 1. September desselben Jahres folgte eine Aufführung im Lobe-Theater Breslau und am 14. September an der Freien Volksbühne. Zu Anfang der Winterspielzeit 1902/1903 bot das Lessing-Theater Berlin seine Kleinbürger mit Eduard von Winterstein als Revolutionär Nil und Clara Kollendt als seine Braut Polja dar. 1922 nahm Piscator das Stück ins Programm des Central-Theaters Berlin. 1957 führten Wolfgang Heinz und Karl Paryla am Deutschen Theater bei den Kleinbürgern Regie und 1967 fand die Fassung von Horst Schönemann am Landestheater Halle Beachtung.

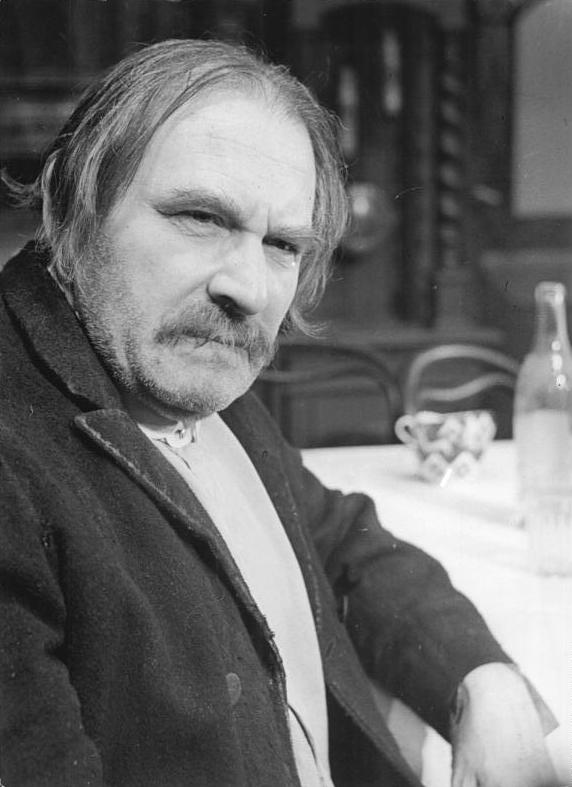
1957: Wolfgang Heinz als Kirchensänger Birkhahn in der Berliner Aufführung

## Überblick
Der 58-jährige wohlhabende Kleinbürger Wassilij Wassiljew Bessemjonow, Meister der Malerzunft in einer anonymen Provinzstadt, hat mit seinen drei Kindern keine Freude. Der 26-jährige Student Pjotr wurde an der Moskauer Juristischen Fakultät nicht ohne Grund vom Studium relegiert. Pjotr räumt ein: „Der Teufel trieb mich, bei den blödsinnigen Unruhen mitzumachen“. Und die 28-jährige Tochter Tatjana, eine Lehrerin, hat keinen Mann gekriegt. Als der 27-jährige Pflegesohn Nil – ein Lokomotivführer und die 21-jährige Polja – das ist eine entfernte Verwandte der Bessemjonows – heiraten wollen, fällt die Familie aus allen Wolken. Der 50-jährige Vogelfänger Pertschichin – das ist Poljas Vater – spricht aus, was die anderen bis dato angenommen hatten: „...ich hatte immer gedacht, daß der Nil die Tatjana heiratet.“ Tatjana macht nach der Enttäuschung mit Nil einen Selbstmordversuch. Letzterer missglückt. Schließlich ist Tatjana dem autoritären Vater nicht gewachsen und verzweifelt. Tatjana gesteht dem Kirchensänger Birkhahn (russ. Тетерев, Teterew) – eigentlich Terentij Chrissanfowitsch Bogoslowskij, Kostgänger bei den Bessemjonows und Philosoph sowie Hanswurst im Stück: „Ich hatte gehofft, er [Nil]... werde das Wort finden. Habe lange gewartet, stumm... Und dieses Leben, der Zank, die Kleinlichkeit, Gemeinheit... die Enge... hat mich indessen erdrückt... Mir fehlt die Kraft zum Leben... sogar meine Verzweiflung ist ohne Kraft. Mich packt die Angst.“ Ganz anders ihr Bruder Pjotr: Am Ende des Stücks muss der alte Bessemjonow einsehen, Pjotr wird nicht um Wiederaufnahme des Jurastudiums ersuchen. Der Sohn verlässt mit der 24-jährigen Witwe Jelena Nikolajewna Kriwzowa – das ist eine Untermieterin bei den Bessemjonows – die Familie und möchte – wie Nil – auf eigenen Füßen stehen. Birkhahn, der sich einen Säufer nennt und als omnipräsenter Narr alle Helden durchschaut, wähnt, der Apfel wird nicht weit vom Stamm fallen. Pjotr wird nach der Flucht zurückkehren und sich ins gemachte Nest setzen.

## Titel
In dem oben aufgeführten Tatjana-Zitat hat Gorki bereits Kleinbürgerlichkeit umrissen. Dem nicht genug. Birkhahn schimpft nicht nur Pjotr, sondern auch dessen Vater, den alten Bessemjonow, einen Kleinbürger. Geradezu eine Gorkische Definition des Kleinbürgers sagt Birkhahn dem alten Bessemjonow ins Gesicht: „...du bist mit Maßen gescheit und mit Maßen dumm; mit Maßen gut und mit Maßen böse; mit Maßen anständig und schuftig, feig und tapfer... du bist das Muster eines Kleinbürgers! Du verkörperst vollkommene Plattheit...die Kraft, die selbst Helden besiegt, die lebt, lebt und triumphiert... Komm, trinken wir noch einen... verehrter Maulwurf!“ Zu dieser Charakteristik passt die Sicht des alten Bessemjonow zu aktuellen Ereignissen in seinem Umfeld. So schätzt er zum Beispiel seiner Ehefrau Akulina Iwanowna gegenüber den Suizidversuch Tatjanas mit dem Statement ein: „Es bleibt doch eine Schande für uns beide!“ Oder der Alte verabscheut die krakeelenden Fabrikarbeiter: „Haben wohl Feierabend gemacht, sind in die Kneipe gegangen, haben den Lohn versoffen, und jetzt grölen sie.“
Pjotr bekräftigt Jelena gegenüber, er sei in der „sozialen Rangordnung... Kleinbürger“. Dazu Birkhahn: „[Pjotr] Ist genauso... feig und dumm [wie sein Vater]... Auch habgierig wird er zu seiner Zeit sein, selbstgerecht und hart.“

## Inhalt
Warum wird der alte Bessemjonow von Akt zu Akt dieses Stücks zunehmend unduldsamer gegen seine Mitmenschen? Warum jagt er schließlich alle aus seinem Hause, sodass er am Ende mit blind gehorchender Frau und hoffnungsloser Tochter allein darin sitzt? Zu Tatjana äußert er im ersten Akt zu diesem Generationenproblem: „Unsere Ordnung gefällt euch nicht,...“ Im Gegensatz zu der jüngeren Generation geht der Alte mit seiner Frau zum Gottesdienst in die Kirche und liest daheim aus dem Psalter. Aber eigentlich geht es nicht um solche Sachen. Der Vogelfänger Pertschichin spricht einen der Auslöser für all die Querelen im Haushalt der Bessemjonows aus: Weil Pertschichins Tochter Polja „der Tatjana den Freier weggenommen hat“.
Dabei will der alte Bessemjonow anfangs durchaus nicht mit dem Kopf durch die Wand. Im Gegenteil – der besorgte Vater sucht die Ursache dafür, dass seine Tochter „dahinwelkt“ und kommt zu dem Schluss, er hätte Tatjana „nicht auf die Schulen schicken sollen“. Nun ist es zu spät. Tatjana fehlt der Glaube, denn man hat sie auf den Schulen den Gebrauch des Verstandes gelehrt. Doch noch ist nichts verloren. Tatjana soll heiraten. Dann zahlt ihr der Vater 50 Rubel im Monat. Als sich aber Nil der jungen Polja zuwendet, deklariert der verbitterte Alte das glückliche Paar als seinen Widersacher – sagt zu Nil: „… von jetzt an sind wir Feinde“. Als darauf Tatjana Salmiakgeist trinkt und sich dabei die Speiseröhre verbrennt, nennt er Polja eine Giftnatter, ein Bettelweib.
Dem jungen Paar Jelena und Pjotr ist der alte Bessemjonow aber überhaupt nicht gewachsen. Jelena überrascht den Alten mit dem Eingeständnis, dass sie es war, die erfolgreich um den geliebten Sohn geworben hat.

## Philosophie
Hochtrabende Reden kommen im Stück allerorten vor. So resigniert zum Beispiel Pjotr: „...ich sage ‚Rußland‘ und spüre, es ist für mich leerer Schall.“ Dem Zuschauer entgeht nicht – der Logiker Gorki hat seinen Kant und Schopenhauer studiert. Geballte Philosophie trägt die Nichtphilosophin Jelena – eine eifrige Schülerin Birkhahns – in solchen Bruchstücken vor, dass es auf den Hörer erheiternd wirken muss: Da ist der „wundervolle“ Satz vom zureichenden Grund mit seiner vierfachen Wurzel. „Kausalnexus, a priori und a posteriori“, so posaunt Jelena heraus, gäbe es auch noch.

## Adaptionen
russisch
- 1966, Sowjetunion: Kleinbürger[13], Spektakelstück von Georgi Towstonogow[14]

deutsch
- 1969, ZDF, Fernsehfilm von Werner Schlechte[15]

## Rezeption
- Ludwig widmet dem Stück in ihrem Gorki-Buch ein eigenes Kapitel[16] und schreibt zur „Gestalt des Arbeiters und Revolutionärs Nil. Eine solche Figur erschien zum erstenmal auf der russischen Bühne.“[17] Ludwig meint, Gorki lanciere mit „seiner Hauptfigur [Nil] einen historisch notwendigen Typ auf die Bühne.“[18] und zitiert Gorki, wie er dem Revolutionär Nil den Kleinbürger Pjotr gegenübergestellt hat: „… er [Pjotr] wird ein Kleinbürger sein, ebenso ein Knicker wie sein Vater, zwar nicht so stark und arbeitsfähig wie dieser, aber klüger und verschlagener... im Leben wird er ein jämmerlicher Gauner, ein billiges, talentloses Advokatchen...“[19]
- Christian Rakow am 10. Mai 2011 in Berlin: Fischen im Allgemeinmenschlichen
- Michael Laages am 11. Mai 2011 in Berlin: Abstieg der Mittelklasse
- C. M. Meier bei Parallelwelten bei Theaterkritiken München

## Deutschsprachige Ausgaben

### Verwendete Ausgabe
- Kleinbürger. Deutsch von Werner Creutziger. Mit einem Nachwort und Anmerkungen von Ilse Stauche. S. 5–121 in: Maxim Gorki: Dramen II. 672 Seiten. Bd. 21 aus: Eva Kosing (Hrsg.), Edel Mirowa-Florin (Hrsg.): Maxim Gorki: Gesammelte Werke in Einzelbänden. Aufbau-Verlag, Berlin 1974